# Atractocarpus tahitiensis
Atractocarpus tahitiensis är en måreväxtart som först beskrevs av Jean Nadeaud, och fick sitt nu gällande namn av Christopher Francis Puttock. Atractocarpus tahitiensis ingår i släktet Atractocarpus och familjen måreväxter. Inga underarter finns listade i Catalogue of Life.